# Olivier Donval
Olivier Donval (ur. 9 maja 1979) – francuski niewidomy kolarz. Brązowy medalista paraolimpijski z Pekinu w 2008 roku.

## Medale Igrzysk Paraolimpijskich

### 2008
- – Kolarstwo – wyścig uliczny – B&VI 1–3